# Мальдра
Мальдра або Мальдрас (*д/н —460) — король свевів у 457—460 роках.

## Життєпис
Про походження немає відомостей. Після смерті короля Агіульфа, свеви обрали королем Мальдру. Втім його влада поширювалися на землі провінції Галеції на південь від річки Мінью, також належала північна Лузітанія.
Новий король спочатку намагався об'єднати усі землі королівства свевів, проте наразився на спротив короля Фрамти, який володів північною Галецією. У 457 році захопив Лісабон та значну частину Лузітанії. Деякий час намагався закріпитися в Бетіці, але у 458 році поступився нею Теодоріку II, королю вестготів. З останнім вів перемовини про встановлення кордону володінь. Водночас розпочав перемовини з Гейзеріхом, королем вандалів і аланів, щодо спільних дій проти Вестготського королівства.
З 459 року здійснював постійні походи до південної Лузітанії, але не зміг там закріпитися та захопити столицю цієї провінції — Емерету Августу (сучасне м. Мерида). У лютому 460 року внаслідок змови короля було задушено. Замість нього обрано королем Фрумара.